# Gloria (film 2013)
Gloria – chilijsko-hiszpański dramat obyczajowy z 2013 roku w reżyserii Sebastiána Lelio.
Obraz miał swoją premierę 10 lutego 2013 roku w konkursie głównym na 63. MFF w Berlinie, gdzie zdobył trzy nagrody, w tym Srebrnego Niedźwiedzia dla najlepszej aktorki za rolę Pauliny Garcíi. Był oficjalnym chilijskim kandydatem do Oscara dla najlepszego filmu nieanglojęzycznego, ale ostatecznie nie zdobył nominacji. Film wszedł na ekrany polskich kin 13 marca 2015 roku.
W 2018 roku Lelio nakręcił anglojęzyczny remake filmu pt. Gloria Bell z Julianne Moore i Johnem Turturro w rolach głównych. Akcja przeniesiona została do Los Angeles.

## Fabuła
Historia 58-letniej atrakcyjnej rozwódki i matki dwojga dorosłych dzieci, która pragnie nadal korzystać z życia pełnymi garściami. Często bawiąc na potańcówkach w Santiago, Gloria poznaje tam Rodolfo, czarującego mężczyznę po przejściach, z którym rozpoczyna płomienny romans. Czy bohaterowie z tak bogatą przeszłością są w stanie wspólnie zbudować coś na przyszłość?

## Obsada
- Paulina García – Gloria Cumplido
- Sergio Hernández – Rodolfo Fernández
- Diego Fontecilla – Pedro
- Fabiola Zamora – Ana
- Alejandro Goic – Daniel
- Coca Guazzini – Luz
- Hugo Moraga – Hugo
- Luz Jiménez – Victoria
- Cristián Carvajal – sąsiad
- Liliana García – Flavia
- Antonia Santa María – María
- Eyal Meyer – Theo
- Marcial Tagle – Marcial
- Marcela Said – Marcela
- Pablo Krögh – Pablo[4]

## Produkcja
Zdjęcia kręcono w Santiago i Viña del Mar.